# Úbeda
Úbeda è un comune spagnolo di 36 342 abitanti situato nella comunità autonoma dell'Andalusia, ubicata fra i fiumi Guadalquivir a sud e Guadalimar a nord.
Si trova al centro della provincia di Jaén, nella comarca della Loma, centro di comunicazione che allaccia Levante e Murcia con l'Alta Andalusia e con la Valle del Guadalquivir. È porta d'ingresso per i parchi naturali di Cazorla, Segura y las Villas e Serra Magina.
Úbeda è celebre per i suoi monumenti e la sua struttura urbana rinascimentali; per questa caratteristica è stata dichiarata dall'UNESCO patrimonio dell'umanità, assieme all'altra città andalusa di Baeza, per l'unità culturale e monumentale che s'ispirò nel XVI secolo all'Umanesimo e al Rinascimento italiano.

## Storia
Dagli scavi archeologici condotti in città e nei dintorni sono emerse testimonianze che indicano la presenza d'insediamenti umani risalenti all'età del bronzo (700 a.C.). L'insediamento antico, chiamato Úbeda la Vieja, sorge a 15 chilometri da Úbeda. Nel 400 a.C. l'autorità dell'insediamento si estendeva su tutta la valle del Jandulilla. In questa località nel periodo di Augusto fra il 63 a.C. e il 14 d.C. si installò la colonia romana chiamata Salaria, di cui oggi esistono alcuni resti. La città rimase con popolazione celtoibera-romano-visigotica fino all'invasione araba.
Nell'822-852 l'emiro Abd-al-Rahman fondò Al-Arab-Úbeda, dove si trova oggi Ubeda. Sempre nell'852, il wali (cioè il governatore musulmano di una provincia) di Jaen, Haxen-ben-Abdalazis fortificò la città, che verrà occupata dagli Almohadi nel 1091. I Mori poi vennero cacciati e Alfonso VII di Castiglia nel 1147 si impossessò della città, che sarebbe rimasta sotto il potere dei Castigliani per dieci anni, finché nel 1157 gli Almohadi la rioccuparono. Si susseguirono poi incursioni di Alfonso VII e questo altalenarsi del possesso di Úbeda si arrestò solo nel 1212, quando con la famosa battaglia di Las Navas de Tolosa si ebbe la fase cruciale della Reconquista, che determinò l'abbandono da parte dei Musulmani di quasi tutto il territorio in cui avevano esercitato il dominio.
La città ritornò quindi in potere dei re di Castiglia, che le concessero benefici e le consentirono di espandersi con la donazione di alcuni castelli. Nel 1269 Alfonso X di Castiglia ne riparò le mura. Nel 1342-44 il Consiglio di Úbeda decise di inviare delle truppe per partecipare con i Castigliani all'assedio di Algeciras; da questo episodio trae origine la leggenda dei dodici leoni dello scudo araldico della città, che rappresenterebbero i dodici eroici cavalieri ubetensi che vinsero la sfida contro altrettanti cavalieri arabi. Nel 1442 le mura vennero rinforzate, nel timore di un attacco da parte di Granada. 
Con l'ascesa al trono dei Re cattolici e successivamente sotto Carlo V d'Asburgo, la città riacquistò importanza e nel XVI secolo iniziò la costruzione di nuovi edifici in stile rinascimentale. Vennero edificati o modificati secondo il nuovo stile conventi, palazzi e chiese. Nel 1848 venne costruito il primo oleificio a vapore, a cui seguirono alcuni altri insediamenti industriali; la provincia di Úbeda restò tuttavia votata all'economia agricola, trovandosi al centro di una estesa regione collinare ricca di oliveti, e in seguito toccata solo in parte dal turismo internazionale, maggiormente attratto dagli altri centri dell'Andalusia più noti e ricchi di opere d'arte.
Durante aprile-maggio 2006 è stato girato per le strade di Ùbeda un film per il pubblico spagnolo intitolato El capitán Alatriste (in italiano Il destino di un Guerriero - Alatriste) tratto da una serie di racconti (Las aventuras del capitán Alatriste) ambientati nella Spagna rinascimentale e scritti da Arturo Pérez-Reverte. Ùbeda è stata scelta insieme a Baeza come location del film in quanto sono le uniche due città spagnole a mantenere caratteri puri rinascimentali nelle loro architetture. Nel cast compaiono Viggo Mortensen nei panni di Diego Alatriste e l'italiano Enrico Lo Verso.

## Monumenti e luoghi di interesse

Francobollo che raffigura Casa de las torres

Anche ad Úbeda si trovano alcuni edifici di interesse storico ed artistico, a partire dalla centrale Plaza Vasquez de Molina, il centro monumentale della città, dove si trovano
- La Iglesia de Santa Maria de los Reales Alcazares del XIII secolo costruita in stile gotico
- la Sacra Capilla del Salvador (una cappella rinascimentale del 1540-56), progettata da Diego de Siloé per Francisco de los Cobos y Molina.
- il Palacio Vela de los Cobos (XVII secolo) oggi è adibito a Parador Nacional de Turismo
- il Palazzo Vázquez de Molina, detto anche Casa de las Cadenas, progettato da Andrés de Vandelvira nel XVI secolo ed è la sede del comune della città (Ayuntamiento).
- la Casa de las Torres, o  Palacio de los Dávalos, costruito per Ruy López Dávalos e completato nel 1520.

Oltre a questi, vi sono altri edifici religiosi di grande importanza:
- la Iglesia de San Pablo (una chiesa romanico-gotica dei secoli XIV secolo-XVI secolo, con interno rinascimentale
- la Capilla del Camarero Vago, rinascimentale, risalente al XVI secolo
- la Iglesia de la Trinidad, del XVIII secolo,
- la Iglesia de San Nicolas, una struttura gotico-rinascimentale del XVI secolo, costruita su un'antica sinagoga.

Altro monumento storico è l'Hospital de Santiago, un esempio del rinascimento andaluso d'ispirazione italiana, innalzato nel 1562-75.
Il Museo de Úbeda è dedicato ai reperti archeologici trovati negli scavi, resti di artigianato mudéjar, reperti arabi e ceramiche greche ed arabe.

## Le feste
Nella Settimana santa si tengono le feste tradizionali, con le sfilate delle diciassette confraternite, alcune delle quali risalgono ai secoli XVI-XVII. Queste feste sono state dichiarate d'interesse nazionale nel 1980.
In giugno vengono celebrate le fiestas del Renacimiento, con le rievocazioni dello splendore del XVI secolo, con eventi teatrali, spettacoli di danza, cene d'epoca, esposizioni, concerti e conferenze.
Dal 28 settembre al 4 ottobre c'è la feria de San Miguel in cui si celebrano corride, una prestigiosa stagione teatrale, numerosi concerti ed altri spettacoli e attività culturali.
Alle feste si può aggiungere la Romería de la Virgen de Guadalupe pellegrinaggio al santuario della Madonna di Guadalupe che, com'è tradizione spagnola, dopo i riti religiosi si conclude con la festa.
A queste si aggiungono le feste parrocchiali e di quartiere.
Úbeda ha anche una serie di manifestazioni fieristiche che si ripetono agni anno: la Mostra popular de artesanía andaluza, la fiera delle macchine agricole, la Bienal de Antiquarios, il Festival internacional de música y danzas e il Festival de Música Antigua.

## I dintorni
A poca distanza dalla città si trovano numerosi edifici importanti:
- dolmen di Úbeda: un dolmen risalente al III millennio a.C., si trova a 3,5 km dalla città.
- Ermita de san Bortolamé, un eremitaggio del XVII secolo, a 5 km dal centro abitato
- a 15 km dalla città si trovano le rovine della colonia romana della Salaria
- a 12 km si erge il  Santuario de la Vergin de Guadalupe, eretto nel posto dove un contadino lavorando nei campi trovò sopra un covone di grano entro una specie di campana di fango l'immagine della Vergine a cui diede il nome di sua moglie Guadalupe
- il Puente Arisa del XVI secolo, un ponte di ardita costruzione architettonica formata da un grande arco centrale e da quattro archi laterali. Sorge a 15 km dalla città. Nelle vicinanze del ponte c'è il posto dove secondo la tradizione Giovanni della Croce fece il miracolo degli asparagi, facendone trovare un mazzo di cui si cibarono lui e il frate che l'accompagnava.

## Amministrazione

### Gemellaggi
- Lège-Cap-Ferret,  Francia[senza fonte]